# Aneides vagrans
Aneides vagrans é um anfíbio caudado da família Plethodontidae. É endémica da América do Norte.